# Navajo Joe
Navajo Joe è un film del 1966 diretto da Sergio Corbucci.

## Trama
Dopo aver compiuto un massacro in un villaggio Navajo, una sanguinaria banda di cacciatori di scalpi capeggiata da Mervyn Vee Duncan viene attaccata da un indiano di nome Joe: quest'ultimo ne uccide due componenti per poi dileguarsi.
In seguito il gruppo di razziatori giunge in un villaggio compiendo un'altra carneficina dopodiché si accorda con un misterioso personaggio per assaltare un treno carico di mezzo milione di dollari destinati alla banca di Esperanza. Al loro colloquio assiste una compagnia di vaudeville costituita da un suonatore di banjo (Chuck) e tre ballerine; i quattro corrono ad avvertire le autorità inseguiti da alcuni membri della gang che feriscono una delle donne, Geraldine, proprio l'unica ad aver visto in faccia il nuovo socio di Duncan. Gli artisti riescono a salvarsi per l'intervento di Joe al quale rivelano il motivo della loro fuga chiedendogli di bloccare il progetto criminoso in atto. Il nativo americano giunge troppo tardi per impedire la rapina e lo sterminio sia dei soldati di scorta quanto dei passeggeri.
Dopo aver eliminato ad uno ad uno i banditi di guardia con il favore della notte, si impadronisce del treno per poi dirigerlo alla volta di Esperanza. Qui lo precedono i quattro artisti in cerca di un dottore per Geraldine e mentre la ragazza viene curata Chuck informa la cittadinanza dell'imminente pericolo venendo rassicurato dal religioso Padre Rattigan che confida ingenuamente nell'efficienza della scorta militare, ignorando la tragedia ormai compiuta. La ballerina moribonda, in un attimo di lucidità, riconosce proprio nel medico che la sta operando: il dottor Lynne, genero del direttore della banca locale. È lui il misterioso complice dei rapinatori, ed egli la uccide con un bisturi fingendo così che non sia riuscita a superare l'intervento a causa delle sue disperate condizioni di vita. Nel frattempo, arriva Joe con il treno; costui comunica agli abitanti della città quanto accaduto e si offre di eliminare Duncan e la sua banda, in cambio di un dollaro per ogni bandito ucciso, più le taglie su Duncan e suo fratello Jeffrey. Pretende, inoltre, la stella di sceriffo, rivendicando il fatto di essere lui un vero 
nativo americano e, quindi, di poter tutelare lui la legge, almeno, fino a quando Duncan e i suoi non saranno eliminati. Duncan, consigliato dal medico, decide di entrare in paese, facendo finta di aver catturato il medico stesso per costringerlo ad aprire la cassaforte, essendo l'unico a conoscere la combinazione. Arrivati alla banca, scoprono che la cassaforte è vuota; a quel punto, Joe, fa scattare un'imboscata contro Duncan, che nel frattempo, ha ucciso il medico e sua moglie. Quest'ultimo, per costringere l'indiano ad arrendersi, prende in ostaggio Estella, un'indiana, abitante di Esperanza, invaghitasi di Joe. Duncan fa torturare l'indiano per farsi rivelare dove ha nascosto il denaro; con l'aiuto di Estella e di Chuck, Joe riesce a liberarsi. Duncan, ora, è costretto a minacciare gli abitanti di Esperanza di ucciderli tutti se non riveleranno dove si nasconde Joe con i soldi. Contemporaneamente, quest'ultimo organizza un tranello per attirare tutta la banda ed eliminarli uno ad uno; si arriva finalmente allo scontro diretto con Duncan, in cui egli perde la vita ma anche Joe stesso resta gravemente ferito. Il denaro della cassaforte viene restituito alla città, ma il destino di Joe non verrà rivelato.

## Produzione
Burt Reynolds ha definito il film la peggior esperienza della mia vita, giudicandolo così tremendo da dover essere proiettato unicamente nelle carceri e negli aerei, dove le persone non possono fuggire.
Si tratta del quinto western girato dal regista romano dopo Massacro al Grande Canyon (1964, coregia di Albert Band), Minnesota Clay (1965), Django (girato nel 1965 ma uscito nel 1966) e Johnny Oro (realizzato prima del precedente ma distribuito dopo, esattamente dal 26 agosto 1966).
Il film fu proiettato per la prima volta in pubblico il 25 novembre 1966 (v.c. n. 48139 dell'11 novembre 1966). In origine il titolo di lavorazione era Un dollaro a testa.

## Colonna Sonora
Le tracce della colonna sonora Una forma del destino e La fine di Barbara e il ritorno di Joe, composte da Ennio Morricone (con lo pseudonimo di Leo Nichols) sono state utilizzate nel 2004 in Kill Bill: Volume 2: la prima si sente nei titoli di testa e nel combattimento tra la Sposa ed Elle Driver; la seconda, una volta eseguita la tecnica dell'esplosione del cuore con cinque tocchi delle dita su Bill, nel drammatico finale.

## Distribuzione
- 20 novembre 1967 Spagna (Joe, el implacable)
- maggio 1968 Francia (Navajo Joe)
- 27 aprile 1967 Germania Ovest (Kopfgeld: Ein Dollar)

## Accoglienza

### Critica
Marco Giusti lo definisce un capolavoro e l'unico western dalla parte dei nativi americani realizzato da Corbucci.